# Аросева, Елена Александровна
Еле́на Алекса́ндровна Аро́сева (9 июня 1923, Москва, РСФСР — 13 августа 2016, Омск, Россия) — советская и российская театральная актриса, заслуженная артистка РСФСР (1974). Участник Великой Отечественной войны. Актриса Омского академического театра драмы (1957—2016). Старшая сестра актрисы, народной артистки РСФСР Ольги Аросевой (1925—2013).

## Биография
Родилась 9 июня 1923 года в Москве.
Отец — Александр Яковлевич Аросев, один из руководителей Московского революционного восстания в 1917 году, затем дипломат. Репрессирован в 1937 году.
Мать — Ольга Вячеславовна Гоппен, родом из польских дворян, окончила институт благородных девиц, работала секретарём-референтом у Полины Жемчужиной, жены Вячеслава Молотова. В роду Аросевых, по их словам, были польский аристократ, усмиритель польского восстания (1863—1864) Михаил Муравьёв, купец первой гильдии, актёры.
Училась в одном классе в немецкой школе имени Карла Либкнехта с Маркусом Вольфом, будущим главой внешней разведки ГДР.
В годы Великой Отечественной войны участвовала в обороне столицы: вечерами после занятий дежурила на крыше, гасила «зажигалки», работала на лесоповале. Была награждена медалью «За оборону Москвы» (1944 год), в 1945 участвовала в Параде Победы на Красной площади.
В 1945 году окончила Московское городское театральное училище (педагоги: Ариадна Дмитриевна Соколовская, Николай Капитонович Свободин).
Комедийная, лирико-драматическая актриса. Работала в театре «Ленком» г. Брест, в русских драматических театрах Вильнюса и Таллина, в театре Балтфлота, в драматическом театре Петрозаводска.
В 1957 году стала актрисой Омского драматического театра, где работала до конца жизни. В Омск она приехала 31 декабря 1956 года. Тогда же на праздновании Нового года встретила свою судьбу — мужа и партнёра по сцене народного артиста Бориса Михайловича Каширина (1920—1992).
Сын Александр (род. 1961; живёт в Москве, работает врачом). Внучки Мария и Анастасия.
В 2008 году была включена в Книгу Почёта деятелей культуры города Омска.
Елена Александровна Аросева скончалась 13 августа 2016 года в Омске на 94-м году жизни. Похоронена 15 августа на Головинском кладбище в Москве рядом с сестрой Ольгой и родителями.
В Омске на фасаде дома по улице Ленина, 40, где долгое время жила семья Кашириных, 13 декабря 2018 года, в день открытия Года театра в РФ, была установлена мемориальная доска обоим супругам (ранее там располагалась мемориальная доска только Борису Каширину).

## Творчество

### Театральные роли
- Женька Шульженко («Фабричная девчонка»)
- Раиса Ковригина («Когда цветёт акация»)
- Марфинька («Обрыв»)
- Беатриче («Много шума из ничего»)
- Иветта («Матушка Кураж и её дети»)
- Наташа («Три сестры»)
- Аня («Океан»)
- Донна Роза («Суббота, воскресенье, понедельник»)
- Лиза («Валентин и Валентина»)
- Кэтрин Брюс, врач («Так начиналась легенда»)
- Мэг Стенли («Русский вопрос»)
- Фаина, она же миссис Стейнфорд («Моё сердце с тобой»)
- Тётя Тони («Проснись и пой»)
- Алла Васильевна («С вечера до полудня»)
- Роза Песочинская («Ретро»)
- Завальска, владелица галантерейной лавочки («Сверчок»)
- Полуэктова («Человек со стороны»)
- Рыжова Ольга Петровна («Сослуживцы»)
- Мама («Затюканный апостол»)
- Вера Сергеевна («Энергичные люди»)
- Чашкина («Четыре капли»)
- Катерина Ивановна («Преступление и наказание»)
- Людмила Петровна («Проходной балл»)
- Актриса («Из записок Лопатина»)
- Татьяна Николаевна («Муж и жена снимут комнату»)
- Мама («Фантазии Фарятьева»)
- Комариха («Деньги для Марии»)
- Виолетта Матвеевна Нуйкина («Мы, нижеподписавшиеся»)
- Софья Андреевна («Тревога»)
- Галина Степановна («Комната»)
- Софья Игнатьевна («Смотрите, кто пришёл»)
- Домна Евстигнеевна Белотелова («Мой бедный Бальзаминов»)
- Генеральша («Село Степанчиково и его обитатели»)
- Вера Порогина («Уходил старик от старухи»)
- Малышева («Беседы при ясной луне»)
- Шарлотта («Вишнёвый сад»)
- Дарья Ивановна («Пучина»)
- Дора Абрамовна («Сердце, молчи…»)
- Миссис Уордль, мать мистера Уордля («Пиквикский клуб»)
- Анастасия Петровна («Мать и сын»)
- Фрау Рузам («Поездки в счастье»)

### Авторские телевизионные программы
- «Вечерний свет»(канал? год?)
- «За чашкой чая»(канал? год?)

### Сборники стихов
- Под занавес : Сб. стихов / Елена Аросева. — Омск: ЛЕО, 2002. — 127 с. : портр.; 18 см. — ISBN 5-87821-094-0.
- Берега любви / Елена Аросева ; Министерство культуры Омской области. — Омск: [б. и.], 2005. — 175 с. : ил., портр., факс.; 22 см.

## Признание и награды
- Заслуженная артистка РСФСР (1974)
- Почётная премия «Легенда омской сцены» (1998)
- Награждена медалями «За доблестный труд» и «Ветеран труда», «За оборону Москвы».